# 2018年9月逝世人物列表
2018年逝世人物列表：1月 - 2月 - 3月 - 4月 - 5月 - 6月 - 7月 - 8月 - 9月 - 10月 - 11月 - 12月
2018年9月逝世人物列表，是用於匯總2018年9月期間逝世人物的列表。

## 依日期排序

### 30日
- 拿督斯里旺哈米占，（年齡不詳），前馬來西亞巫统大汉州议员，於换肾手术时失敗而死。[1]
- 劉子賢，54歲，馬來西亞Ntv7華語新聞前主播、出家法號「宗華」，死於腫瘤癌。[2]
- 雪努华尔旦，41岁，前西藏政治犯，於关押期间，长期接受酷刑伤害后，再予以釋放，但送医後不治。[3]
- 张可让，60岁，新疆维吾尔自治区党委宣传部常务副部长、自治区第九届党代表、自治区第十二届政协委员。[4]
- 莫里斯·巴雷特（英语：Maurice Barrette），62歲，加拿大冰球運動員。[5]
- 切斯瓦夫·斯特魯米洛（英语：Czesław Strumiłło），88歲，波蘭化學工程師。[6]
- 刘澄清，99岁，中国政治人物，原邮电部党组成员、副部长。[7]
- 晋长厚，80岁，中国政治人物，黑龙江黑河市人大常委会原副主任。[8]

### 29日
- 瑪施亞·阿拉韋德拉（英语：Macià Alavedra），84歲，西班牙政治人物，前眾議院議員。[9]
- 阿蘭·杜塞利耶（英语：Alain Ducellier），84歲，法國歷史學家。[10]
- 奈北納，74歲，柬埔寨參議院第一副主席、人民党中央委员会常务委员，病逝。[11]
- 胡传治，88岁，前中国船舶工业总公司总经理、党组书记，病逝。[12]
- 奧提斯·拉許（英语：Otis Rush），84歲，非裔美國藍調吉他手與創作歌手。死於中風併發症。[13]

### 28日
- 張清吉，91歲，臺灣出版家，志文出版社、《新潮文庫》創辦人。[14]
- 臧天朔，54岁，中国歌手，死於肝癌。[15]
- 师胜杰，65岁，中国相声演员，死於癌症。[16]
- 张文霞，82岁，中国相声演员，病逝。[17]
- 何其忱，98岁，中国军人，飞虎队队员。[18]
- 陈卓如，81岁，中国流体力学、液压传动专家，哈尔滨工业大学能源科学与工程学院原院长，教授。
- 许传宝，中国警察，六安市霍邱县公安局夏店派出所民警，出警时遇袭身亡。[19]
- 巴納巴斯·西布西索·德拉米尼（英语：Barnabas Sibusiso Dlamini），76歲，史瓦帝尼政治人物，前總理。病逝。[20]
- 安東尼烏斯·古納萬·阿貢，21歲，印尼航管員，於蘇拉威西島地震發生後仍堅守崗位指揮飛機起飛，但從塔台逃生時墜樓傷重不治。[21]
- 陳致佃，23岁，马来西亚男子羽球運動員、前国家羽球队队员，也是兼任同車安東尼婭·邁因克的教練，车祸。[22][23][24]
- 闞水源，（年齡不詳），台灣資深演員，曾參與《戲說台灣》戲劇演出。（新聞發布日）[25]
- 村田泰隆（日語：村田 泰隆），71歲，日本企業家，村田製作所第二任總經理（社長），該公司創辦人村田昭的長子。[26]
- 塔拉·法瑞斯（阿拉伯語：تاره فارس），22岁，伊拉克女性網紅兼模特兒，遭槍殺。[27]
- 韋斯·霍普金斯（英语：Wes Hopkins），57歲，美國美式足球運動員（费城老鹰）。[28]
- 西德尼·沙克瑙（英语：Sidney Shachnow），83歲，立陶宛裔美國陸軍將軍和大屠殺倖存者。[29]
- 江德荣，88岁，中国官员，安徽省人民政府原副秘书长、省政府咨询委主任。[30]
- 赵建新，97岁，中国官员，原青海省经济贸易委员会顾问。[31]
- 郭有勤，74岁，中国官员，山西省人大常委会教科文卫工委原副主任，原长治市委副书记、长治市市长。[32]

### 27日
- 海笑，91岁，中国作家，中国作家协会会员，江苏省作家协会原党组书记、副主席。[33]
- 赵泽伟，28岁，中国死刑犯，陕西米脂4·27故意杀人案凶手，被执行枪决。[34]
- 施泰華，60歲，台灣官員，農委會防檢局副局長。接受心臟瓣膜修補手術時，因術中意外搶救無效。[35]
- 朱红文，57岁，中国教授，北京师范大学社会学院常务副院长。病逝。[36]
- 志水正義（日語：志水 正義），60歲，日本演員，飾演電視劇《相棒》系列大木長十郎。病逝。[37]
- 馬提·巴林（英语：Marty Balin），76歲，美國樂團傑佛遜星船成員兼創辦人。[38]
- 雷·福格蒂（英语：Ray Fogarty），61歲，美國政治人物，前羅德島州眾議院議員。[39]
- 若阿金·羅里什（英语：Joaquim Roriz），82歲，美國政治人物，前聯邦區區長（英语：Governor of the Federal District (Brazil)）。[40]
- 詹姆斯·G·马奇（英语：James G. March），90岁，美国社会学家，斯坦福大学教授。[41]

### 26日
- 吳君麗，84歲，香港粵劇名伶。[42][43]
- 王金宝，56岁，山东省农业厅厅长。[44]
- 龙盛运，89岁，中国学者，中国社会科学院近代史研究所研究员。[45]
- 陈恭敏，90岁，中国戏剧教育家、评论家、剧作家，原上海戏剧学院院长、全国高等艺术院校理论研究会副会长。[46]
- 秦剑秋，98岁，原南京邮电学院党委书记。[47]
- 喬治·F·珀皮奇（英语：George F. Perpich），85歲，美國牙醫與政治人物，前明尼苏达州参议院議員，死於柏金遜症併發症。[48]
- 安德魯·O·斯卡爾（英语：Andrew O. Skaar），96歲，美國政治人物，前明尼苏达州众议院議員。[49]

### 25日
- 黃旭東（英语：Wenceslao Selga Padilla），69歲，天主教烏蘭巴托宗座監牧區首任監牧。[50]
- 瑪麗·科爾頓（英语：Marie Colton），95歲，美國政治人物，前北卡罗来纳州众议院議員。[51]
- 山姆·莫希德（英语：Sam Morshead），63歲，愛爾蘭騎師和賽馬管理員（珀斯馬場（英语：Perth Racecourse）），死於癌症。[52]
- 保羅·約翰·瓦斯奎茲（英語：Paul John Vasquez），48歲，美國演員，曾出演電視劇《飆風不歸路》。[53]
- 莫里吉奧·尚凡提（義大利語：Maurizio Zanfanti），63歲，義大利著名花花公子。[54]
- 董大伟，39岁，中國浙江杭州探索文化传媒董事长兼任总经理，死於脑梗塞。[55]
- 陈礼安，86岁，中国官员，原绍兴市委书记、人大常委会主任、党组书记。[56]
- 李培桐，92岁，中国官员，宁夏自治区城乡建设厅原厅长、党组书记。[57]
- 崔正言，92岁，中国免疫学家，曾任中国免疫学会第三届名誉理事、山东免疫学会理事长。[58]
- 叶元煦，86岁，中国学者，哈尔滨工业大学管理学院教授。[59]
- 柴恭纯，90岁，南京水利科学研究院原党组书记、教授级高级工程师。[60]

### 24日
- 諾姆·布雷福爾（英语：Norm Breyfogle），58歲，美國插畫家。[61]
- 羅納德·拜（英语：Ronald Bye），80歲，挪威政治人物，前運輸與通訊部部長（英语：Minister of Transport and Communications (Norway)）。[62]
- 湯米·麥克唐納（英语：Tommy McDonald (American football)），84歲，美國美式足球運動員（费城老鹰）。[63]
- 束鹏程，77岁，西安交通大学原副校长，教授。[64]
- 肖金锋，43岁，中国证券行业人物，深交所中小板公司管理部总监。[65]
- 石井裕子（日語：石井裕子），94岁，日本企業家，写研公司社长。[66]

### 23日
- 高錕，84歲，香港電機工程學家，諾貝爾物理學獎得主（2009年），香港中文大學校長（1987－1996年），有「光纖之父」之稱。死於腦退化症。[67]
- 刘杰，103岁，原中共中央顾问委员会委员、曾任中共河南省委第一书记、第二机械工业部部长等职务，病逝[68]。
- 許芳慈，33歲，台灣小說家，死於血癌。[69]
- 白相承（朝鲜语：백상승），82歲，韓國官員，死於淋巴瘤。[70]
- 加里·庫爾茨（英语：Gary Kurtz），78歲，美國電影製片人（《美國風情畫》、《星際大戰》、《夜魔水晶》），死於癌症。[71]
- 哈利·瓦爾登（英語：Harry Walden），77歲，英國足球運動員（卢顿、北安普顿）。[72]
- 刘文源，76岁，马来西亚华商。[73]
- 于靖寰，98岁，中国耳鼻咽喉头颈外科专家，中国医科大学附属第一医院耳鼻咽喉科教授。[74]

### 22日
- 颜黎明，55岁，旅居香港的新加坡新谣歌手，死於乳癌外加滑膜肉瘤。[75][76][77]
- 巴里·科恩（英语：Barry Cohen (attorney)），79歲，美國律師，死於白血病。[78]
- 埃德納·莫萊瓦（英语：Edna Molewa），79歲，南非政治人物，前環境事務部（英语：Minister of Environmental Affairs）與社會發展部部長、西北省省長。[79]
- 程荣耀，101岁，原铁道兵后勤部政治委员。[80]
- 王保忠，53岁，中国作家，中国作家协会会员，山西省作家协会主席团委员。[81]

### 21日
- 陈大光，61岁，越南共产党第十一届、十二届中央政治局委员、越南社会主义共和国主席，罕见病毒性疾病。[82][83]
- 莫焕晶，35岁，中国死刑犯，杭州蓝色钱江纵火案主犯，被执行注射死刑。[84]
- 维塔利·安德烈耶维奇·马索尔（烏克蘭語：Віталій Андрійович Масол），89岁，乌克兰政治家。[85]
- 徐德龙，66岁，中国无机非金属材料专家，中国工程院原副院长、院士，病逝。[86]
- 林來玄（朝鲜语：임내현），65歲，韓國政治人物，前韓國國會光州北區代表議員（朝鲜语：광주 북구의 국회의원）。[87]
- 刘文步，82岁，中国相声演员，病逝[88]。
- 赫伯特·梅耶爾（英语：Herbert Meier），90歲，瑞士作家和翻譯家。[89]
- 李·施坦格（英语：Lee Stange），81歲，美國棒球運動員（明尼苏达双城、克里夫蘭印地安人、波士頓紅襪）。[90]
- 郭实，97岁，中国官员，原黄冈地委副书记。[91]
- 李平，86岁，中国古代文学研究专家，复旦大学中国语言文学系教授。[92]

### 20日
- 黃慶雲，98歲，香港兒童文學作家（《新兒童》）。[93]
- 埃德蒙多·阿巴亞（英语：Edmundo Abaya），89歲，菲律賓羅馬天主教主教，前天主教新塞哥维亚总教区大主教。[94]
- 穆罕默德·卡里姆·拉姆拉尼（英语：Mohammed Karim Lamrani），99歲，前摩洛哥首相。[95]
- 武海，96岁，老红军，安顺市平坝县原纪委专职委员。[96]

### 19日
- 吳香達，80歲，台灣婦產科醫師，臺北榮民總醫院前副院長。口號「六分鐘護一生」的創造者。死於肺炎。[97]
- 布仁巴雅尔，58岁，中国蒙古族歌手，死於心肌梗塞。[98]
- 王梦恕，79岁，中国隧道工程专家，中国工程院院士。[99]
- 瑪麗蓮·勞埃德（英语：Marilyn Lloyd），89歲，美國政治人物，前美國眾議院田納西州第三國會選區（英语：Tennessee's 3rd congressional district）代表議員。[100]
- 赫蘇斯·羅德里格斯·馬格羅（英语：Jesús Rodríguez Magro），58歲，西班牙賽車選手，死於心臟病發。[101]
- 朱忠民，71岁，中国官员，吉林省人民代表大会常务委员会原副主任。[102]
- 宋巍，34岁，哈尔滨工业大学学校办公室政策研究室主任。[103]

### 18日
- 孙海泉，55岁，中国社会科学院哲学研究所党委书记。[104]
- 山本德郁（日語：山本 徳郁），41歲，日本綜合格鬥家，死於胃癌。[105]
- 詹姆斯·艾倫（英语：James Allan (diplomat)），86歲，英國外交官，前駐毛里求斯高級專員（英语：List of High Commissioners of the United Kingdom to Mauritius）與駐莫桑比克大使（英语：List of High Commissioners of the United Kingdom to Mozambique）。[106]
- 蒂蒂·瑪特曼（英语：Titti Maartmann），97歲，挪威雪橇選手。[107]
- 理查德·波拉克（英语：Richard M. Pollack），83歲，美國數學家。[108]
- 罗伯特·文丘里（英語：Robert Venturi），93岁，美国建筑师，普利兹克奖得主。[109]

### 17日
- 蔡生豐，55岁，台灣前職業棒球運動員，曾效力三商虎隊和擔任1984年洛杉磯奧運中華台北棒球代表隊隊員。死於腦溢血。[110]
- 倪继德，76岁，中国辽宁足球队的教练。[111][112]
- 西莉亞·巴爾金·阿羅扎梅納（英语：Celia Barquín Arozamena），22歲，西班牙高爾夫球手，被刺殺。[113]
- 安娜·拉傑姆·馬爾霍特拉（英语：Anna Rajam Malhotra），91歲，印度公務員（印度行政服務（英语：Indian Administrative Service））。[114]
- 漆林，74岁，中国官员，原国务院三峡工程建设委员会办公室党组副书记、副主任。[115]
- 安朝祥，91岁，原合肥江淮汽车制造厂厂长。[116]

### 16日
- 奇雲·比堤（英語：Kevin Beattie），64岁，英格兰足球运动员，死於心脏病。[117]
- 阿西德·古爾邦（英语：Assid Corban），93歲，新西蘭政治人物，前懷塔克雷市長（英语：Mayor of Waitakere City），死於癌症。[118]
- 瓊·庫比博拉（英语：Jone Kubuabola），72歲，斐濟政治人物，前財政部長。[119]
- 闵乃本，83岁，中国物理学家，材料学家。[120]
- 王国发，72岁，中国官员，前吉林省政协主席、党组书记，病逝。[121]
- 高桂莲，98岁，中国官员，江西省政府办公厅原副厅级干部。[122]
- 段景阳，91岁，中国官员，沈阳市教育局原党组副书记、副局长。[123]
- 王晶，57岁，中国学者，北京航空航天大学经济管理学院教授。[124]
- 大傑伊·麥克尼利（英语：Big Jay McNeely），91歲，非裔美國R&B薩克斯風手。前列腺癌病逝。[125]

### 15日
- 朱旭，88岁，中国表演艺术家，病逝。[126][127]
- 刘国治，87岁，中国官员，原安徽省储备物资管理局纪检组长。[128]
- 陈良，93岁，中国合唱指挥家、作曲家，原上海音乐学院副院长、广西艺术学院副院长。[129]
- 张金铎，80岁，中国学者，北京大学信息科学技术学院教授。[130]
- 张虎忱，99岁，中国军事人物，原空军工程学院政治委员。[131]
- 树木希林（日語：樹木 希林），75岁，日本女演员，癌细胞扩散。[132][133]
- 沃里克·埃斯特万·克尔（葡萄牙語：Warwick Estevam Kerr），96岁，巴西农业工程师、遗传学家、昆虫学家。[134]
- 梁彩英（朝鲜语：양채영），82歲，韓國詩人。[135]
- 若澤·曼努埃爾·德拉索塔（英语：José Manuel de la Sota），68歲，阿根廷政治人物，前阿根廷国家参议院議員、科爾多瓦省省長（英语：Governor of Córdoba），死於交通意外。[136]
- 弗里茨·溫特斯泰勒（英语：Fritz Wintersteller），90歲，奧地利登山者。[137]

### 14日
- 布蘭科·格林鮑姆（英语：Branko Grünbaum），88歲，生於南斯拉夫（今克羅地亞）的美國數學家。[138]
- 蘇啟誠，61歲，中華民國外交官，臺北駐大阪經濟文化辦事處處長，自殺（遺體發現日期）。[139]
- 濱尾朱美（日语：浜尾朱美），57歲，日本女演員、TBS電視台新聞主播，死於乳癌。[140]
- Accapan，63岁，马来西亚谐星。死於肾脏衰竭。[141]
- 杨昌文，110岁，中国抗战老兵。[142]
- 李德威，56岁，中国构造地质学家、中国地质大学教授，為首位提出“层流构造假说”理論之學者。[143]
- 艾倫·阿貝爾（英语：Alan Abel），94歲，美國惡作劇者和作家，死於癌症和心臟衰竭。[144]
- 魯道夫·席弗（英语：Rudolf Schieffer），71歲，德國歷史學家。[145]
- 陈宝贞，82岁，福建戏曲名伶，吃饭噎死。[146]
- 朱奎，88岁，中共云南省委原常委，云南省人民政府原常务副省长，国务院原“三线”建设调整改造规划办公室副主任。[147]
- 沈宗洪，94岁，中国军事人物，原军事科学院军事研究部部长。[148]
- 嵇辽拉，89岁，俄罗斯汉学家。[149]
- 馬克斯·班乃特（英语：Max Bennett (musician)），90歲，美國爵士貝斯手與錄音室樂手。[150]

### 13日
- 羅馬·巴斯金（英语：Roman Baskin），63歲，愛沙尼亞演員和導演，死於癌症。[151]
- 羅克珊娜·達林（英语：Roxana Darín），87歲，阿根廷女演員。[152]
- 瑪琳·麥茲（英语：Marin Mazzie），57歲，美國女演員，死於卵巢癌。[153]
- 林茂桂，68歲，台灣企業家，群光電子副董事長，跳樓自殺。[154]
- 林乎加，101岁，原中共中央顾问委员会委员、曾任原农牧渔业部部长、北京市市长、中共北京市委第一书记、中共天津市委第一书记等职，病逝。[155]
- 塞风，96岁，前中国地质部党组成员、副部长。[156]
- 許志清，48歲，台灣連續劇製作人，死於肺腺癌。[157][158]
- 盛承禹，98岁，中国学者，南京大学大气科学学院教授。[159]
- 匡正，60岁，中国教师，哈尔滨工业大学计算机科学与技术学院教授。[160]
- 杨春明，46岁，中国律师，天津市律师协会民商专业委员会副主任。[161]
- 艾周昌，88岁，中国非洲史专家，华东师范大学历史学系教授。[162]

### 12日
- 法蘭克·塞拉菲（英语：Frank Serafine），65歲，美國擬音師（英语：Sound design）及聲音剪輯師（英语：Sound editor (filmmaking)），死於車禍。[163]
- 沈君山，86歲，中華民國物理學家，國立清華大學校長（1994年至1997年），死於腸道破裂併發症。[164]
- 甯永鑫，49歲，台灣神學家，天主教輔仁聖博敏神學院教授，溺斃。[165]
- 李国春，54岁，中国证监会发行审核委员会委员，死於心脏骤停。[166][167]
- 李日增，83岁，前中国浙江温州师范学院院长，前温州市社科联副主席、前温州市人大常委会委员，病逝。[168]
- 王学正，96岁，中国官员，原宁波市委副书记、副市长。[169]
- 史俊亭，93歲，國民黨老黨員，受國民黨黨旗蓋棺。
- 沃尔特·米歇尔（英語：Walter Mischel），88岁，美国心理学家。[170]
- 金仁泰（朝鲜语：김인태 (배우)），88岁，韓國男演員。[171]
- 威廉·克爾·弗雷澤爵士（英语：William Kerr Fraser），89歲，英國公務員，前格拉斯哥大學校監（英语：Chancellor of the University of Glasgow）、蘇格蘭事務部常任秘書長。[172]
- 埃里希·克萊恩舒斯特（英语：Erich Kleinschuster），88歲，奧地利長號手和樂隊指揮。[173]
- 姚力，100岁，浙江农业大学原党委书记。[174]
- 李长连，96岁，中国官员，原抚州供电局党委书记。[175]

### 11日
- 单田芳，83岁，中国著名评书表演艺术家，死於心脏衰竭。[176]
- 周烒明，88歲，北美台灣人醫師協會創會會長，病逝（新聞發布日）。[177][178]
- 郭菀華，96歲，台灣政治人物之眷屬，中華民國前行政院長郝柏村妻子，國民黨副主席郝龍斌母親。[179][180]
- 陳復禮，102歲，香港攝影師、香港中國旅遊出版社社長。有沙龍界「世界十傑」之稱。2013年香港藝術發展獎「終生成就獎」得主。[181][182]
- 周意琴，年齡不詳，侵華日軍南京大屠殺倖存者。[183]
- 王学庄，78岁，中国社会科学院近代史研究所研究员。[184]
- 麗塔·吉鄧佳（英語：Rita Jitendra），86歲，印度知名女作家兼教授。在電視節目錄製中，病發身亡。[185]
- 托馬斯·阿奎那·希金斯（英语：Thomas Aquinas Higgins），86歲，美國法官。[186]
- 卡爾·科克科拉（英语：Kalle Könkkölä），68歲，芬蘭政治人物和人權活動家，前芬蘭議會議員，死於肺炎。[187]
- 庫爾蘇姆·納瓦茲·謝里夫，68歲，巴基斯坦前第一夫人，淋巴瘤病逝。[188]

### 10日
- 胡佛，86歲，中華民國政治學者，曾任台大政治學系教授、中央研究院院士（第22屆人文及社會科學組）。[189][190]
- 馬子超，95歲，前中國四川省自貢市「人民電影院」經理，作家馬識途的胞弟，病逝（新聞發布日）。[191]
- 沈麗君，35歲，中國演員，跳樓自殺[192]。
- 郑希孟，97岁，中国政治人物，原河南省顾问委员会委员、原商丘地委书记。[193]
- 保羅·維希留（法語：Paul Virilio），86歲，法國哲學家。[194]
- 庫爾特·貝尼希克（英语：Kurt Benirschke），94歲，德國裔美國遺傳學家和病理學家。[195]
- 彼得·多納特（英语：Peter Donat），90歲，加拿大及美國演員，死於糖尿病併發症。[196]
- 威廉·高美斯（法語：William Gomis），19歲，法國青少年足球運動員，曾效力聖伊天B隊，被槍殺身亡。[197]
- 科·韋斯特克（英语：Co Westerik），94歲，荷蘭畫家和攝影師。[198]
- 米歇尔·博纳维（法語：Michel Bonnevie），96岁，法国篮球运动员，奥运会亚军。[199]
- 盖齐·伊什特万（匈牙利語：Géczi István），74岁，匈牙利足球运动员，奥运会亚军。[200]
- 吴大合，80岁，中国官员，原安徽省人大常委会办公厅助理巡视员。[201]

### 9日
- 余惠蓮，83歲，越南華人政治人物，曾任國會代表、黨委常委委員、曾是政治犯及街區支部黨員等。[202]
- 弗蘭克·戴維斯（英语：Frank Davis (American politician)），82歲，美國政治人物，前俄克拉何马州众议院議員。[203]
- 卡特拉先生（英语：Mr. Catra），49歲，巴西歌手，死於胃癌。[204]
- 王雨，49岁，南昌大学材料科学与工程学院院长。[205]

### 8日
- 游忠鈿，65歲，台灣政治人物，苗栗縣議會議員、議長，病逝。[206]
- 丹斯里阿布哈山，77歲，馬來西亞前雪蘭莪州務大臣，死於心臟病。[207]
- 拿汀斯里佐安馬魯達，63歲，馬來西亞沙巴團結黨署理主席拿督斯里麥西幕翁基里的夫人，病逝。[208]
- 喬納斯·布拉·安塔奈蒂斯（英语：Jonas Algirdas Antanaitis），97歲，立陶宛政治人物。[209]
- 根纳季·格古里亞（英语：Gennadi Gagulia），70歲，阿布哈茲政治人物，時任總理，死於交通意外。[210]
- 杨振亚，90岁，中国外交官，前中华人民共和国驻日本大使。[211]
- 谭朝东，84岁，原广西壮族自治区经济贸易委员会总工程师、党组成员。[212]
- 周振中，82岁，宁夏回族自治区政协原副主席、民建宁夏区委会原主委。[213]

### 7日
- 常宝华，87岁，中国相声表演艺术家，代表作品相声《帽子工厂》、小品《语言医生》等。[214]
- 杨斯德，96歲，中国人民解放军少将。曾任總政治部聯絡部部長和中共中央對台工作領導小組成員兼辦公室主任。病逝。[215]
- 盛中国，77岁，中国小提琴家。死於心脏病。[216][217]
- 张文礼，93岁，中国官员，原辽宁省顾问委员会委员，省交通厅原党组书记、厅长。[218]
- 冼汉瑞，43岁，中国律师，广东省法学会律师学研究会副会长，广东大钧律师事务所副主任。[219]
- 罗定灴，85岁，中国学者，中国人民大学哲学院教授。[220]
- 塞繆爾·博德曼（英语：Samuel Bodman），79歲，美國政治人物，前美國能源部長，原發性進行性失語症（英语：Primary progressive aphasia）併發症。[221]
- 麥克·米勒（英語：Mac Miller），26岁，美国说唱歌手。死於疑似药物过量。[222]
- 帕維爾·瓦洛塞克（英语：Paweł Waloszek），92歲，波蘭高速公路摩托車車手。[223]
- 东博吉，62岁，為兩度发起「达萨至拉萨」（Dhasa to Lhasa）徒步游行活动的流亡藏人失蹤者「林擦·次丹多杰」的母親，疑似高血压发作病逝。[224]

### 6日
- 理查·狄维士（英語：Richard DeVos），92歲，美国企業家，職籃奥兰多魔术队老板，直銷公司安麗（Amway）的創辦人之一，曾任美国共和党议会议长、财务主席、全美公益法律中心董事会董事。[225]
- 畢·雷諾斯（英語：Burt Reynolds），82歲，美國演員、導演，代表作如《追追追》、《炮弹飞车》等。[226][227]
- 鄺美寶，（年齡不詳），香港1970、1980年代知名模特兒，電影女演員。死於肺癌。[228]
- 吉爾伯特·拉扎德（英语：Gilbert Lazard），98歲，法國語言學家和伊朗學家。[229]
- 西爾維亞·米漢（英语：Sylvia Meehan），89歲，愛爾蘭婦女權利活動家。[230]
- 奥列格·伊万诺维奇·罗伯夫（俄語：Олег Иванович Лобов），80岁，俄罗斯政治家。[231]
- 孟宪勉，96岁，中国官员，原湖州市委副书记兼监委书记，浙江省航运总公司嘉兴分公司党委书记、经理。[232]
- 粟寒生，70岁，中国远洋公司船长，香港远洋公司原副总经理，粟裕之子。[233]

### 5日
- 何銘思，95歲，前新華社香港分社副秘書長。[234][235]
- 李娥瑛，92歲，刺繡藝術家，蘇繡國家級非物質文化遺產代表性傳承人，中國工藝美術大師。[236]
- 都俊卿，91岁，中国科学院原成都科学仪器厂党委书记、厂长。[237]
- 张琅基，99岁，老红军，中共昆明市委原副书记、原市革委会副主任。[238]
- 张鸿欣，79岁，中国学者，原西安电子科技大学电子工程学院教授。[239]
- 周国民，89岁，中国官员，原马鞍山市花山区政协主席。[240]
- 齐明山，73岁，中国人民大学公共管理学院教授、原行政学系副主任、原全国公共行政教学研究会常务理事。[241]
- 沈士义，90岁，深圳市委原常委、原深圳市人民武装部政治委员。[242]
- 羅伯特·庫爾特（英语：Robert Coulter），88歲，北愛爾蘭政治人物，前北愛爾蘭議會北安特里姆選區議員。[243]
- 蘇巴尼·喬希（英语：Shubhangi Joshi），72歲，印度女演員（《卡赫迪亞帕德斯（英语：Kahe Diya Pardes）》）。[244]

### 4日
- 周铎，90岁，中國原国家体委中国体育建设公司副董事长。[245]
- 李王杓（朝鲜语：이왕표），64歲，韓國職業摔角手。[246]
- 馬里揚·貝奈斯（英语：Marijan Beneša），67歲，波斯尼亞拳擊手，歐洲業餘冠軍（1973年（英语：1973 European Amateur Boxing Championships））。[247]
- 弗萊德塔·杰羅蒂克（英语：Vladeta Jerotić），94歲，塞爾維亞精神病學家和作家。[248]

### 3日
- 贾拉勒丁·哈卡尼（英语：Jalaluddin Haqqani），79岁，阿富汗武装组织“哈卡尼网络”头目。[249]
- 朱奎昌（韓語：주규창），89岁，朝鲜劳动党中央候补委员、最高人民会议议员、导弹及运载火箭研发专家，全血球减少症（英语：Pancytopenia）。[250]
- 保羅·科伊（英语：Paul Koech），48歲，肯尼亞長跑運動員，半馬拉松世界冠軍（1998年（英语：1998 IAAF World Half Marathon Championships））。[251]
- 凱納·蘭里（英语：Katyna Ranieri），93歲，意大利歌手和演員（《幻影隊長（英语：Captain Phantom）》）。[252]
- 吳福明，57歲，台灣動力飛行傘玩家，動力飛行傘協會前理事，駕傘時從高空墜河身亡。[253]
- 高世福，95岁，重庆市江北区人民检察院原检察长。[254]
- 于兴常，93岁，中国政治人物，原四川省重庆市江北区纪委书记。[255]
- 徐禾，64岁，中国作家，中国作家协会会员，中国冶金作家协会主席。[256]
- 王化宇，99岁，中国军事人物，原总参谋部警卫局副局长、中央警卫师政治委员。[257]

### 2日
- 車榮倍（朝鲜语：차영배），89歲，韓國基督教神學家。[258]
- 卡威特爾·拉姆茲（英语：Kawther Ramzi），87歲，埃及女演員，死於循環系統衰竭。[259]
- 克萊爾·溫蘭德（英语：Claire Wineland），21歲，美國企業家和活動家，死於中風。[260]
- 陈比纲，85岁，中国钢琴家、教育家，中央音乐学院钢琴系教授。[261]
- 袁万立，92岁，中国官员，原地质矿产部办公厅干部。[262]
- 邱勋，86岁，中国作家，中国作家协会会员，山东省作家协会原党组成员、副主席。[263]

### 1日
- 何塞·路易斯·迪比多斯·馬丁內斯（英语：José Luis Dibildox Martínez），75歲，墨西哥羅馬天主教主教，前天主教塔拉烏馬拉教區與坦皮科教區主教。[264]
- 尼古拉·希秋克（烏克蘭語：Микола Шитюк），64歲，烏克蘭歷史學家，刺殺。[265][266]
- 魏敬先，82歲，中國「現代人像繡」髮綉的創始人、水彩畫家、溫州大學美術系教授，病逝。[267]
- 鄭是鳳，61歲，香港資深賽馬馬主。[268]
- 陈先，98岁，中國前国家计划委员会党组副书记、副主任。[269]